# Le Mémorial de Sainte-Hélène
Pour les articles homonymes, voir Mémorial (homonymie).

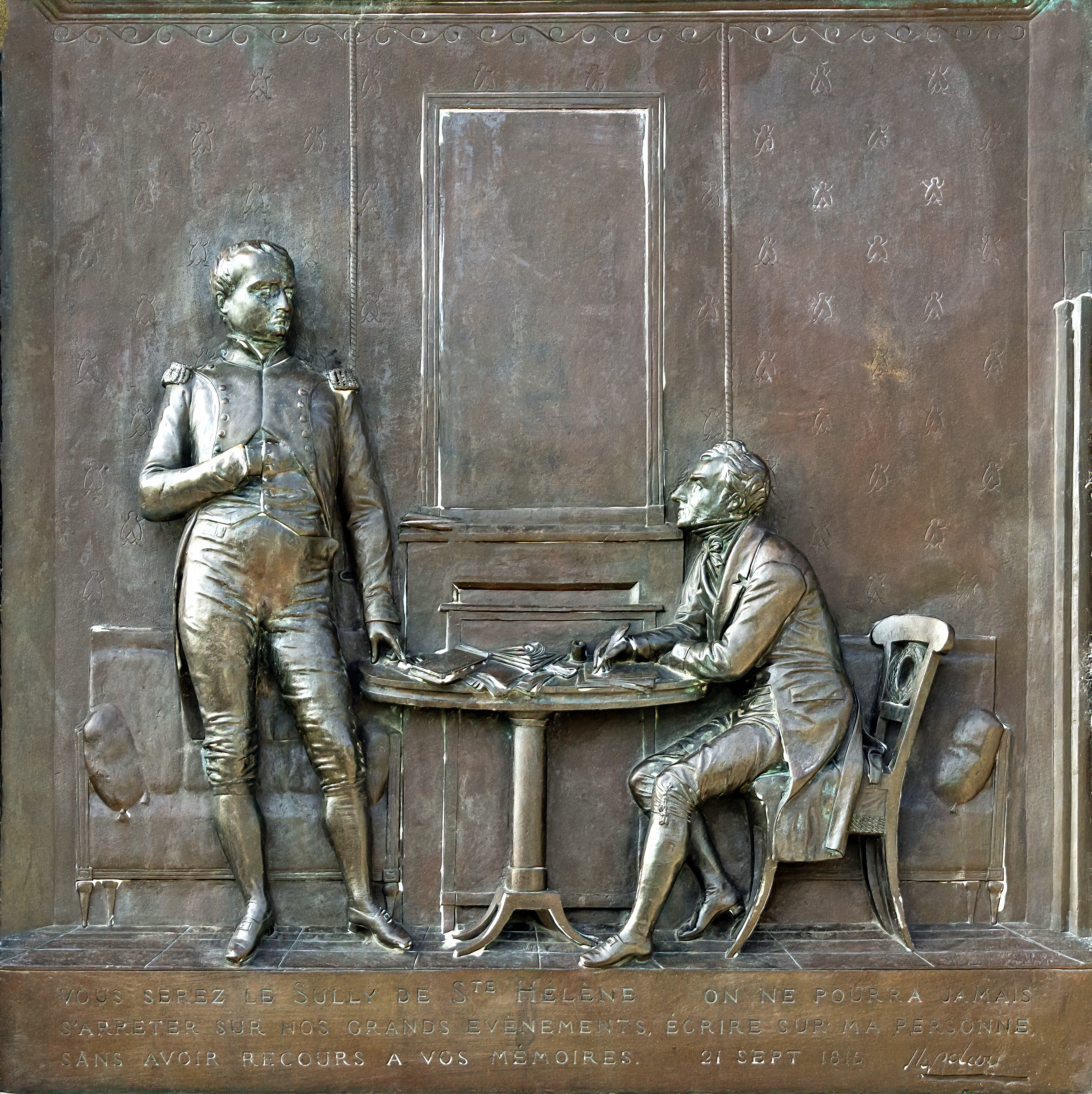
Monument de Las Cases - Bas-relief Vous serez le Sully de Ste-Hélène... Bronze - Jean-Marie Bonnassieux.

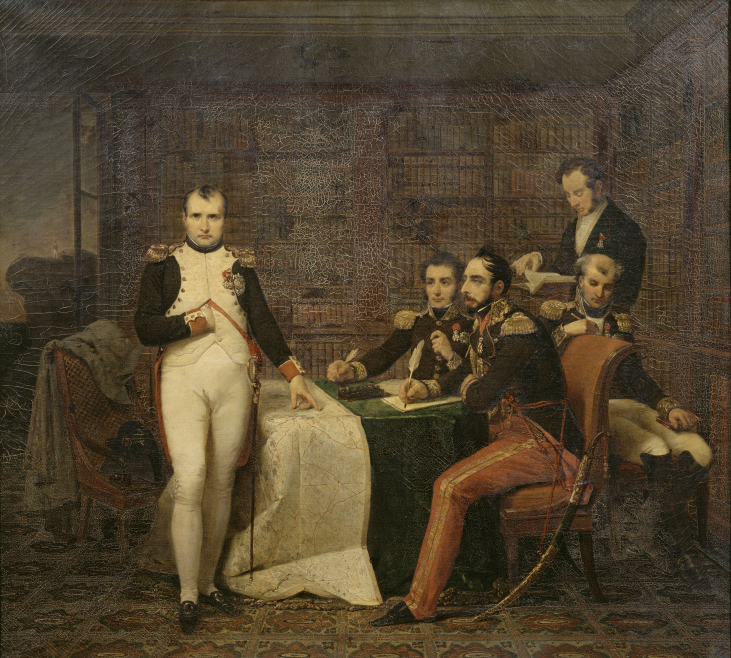
dictant ses mémoires aux généraux Montholon et Gourgaud en présence du grand-maréchal Bertrand et du comte de Las Cases, École française (XIXe siècle), musée napoléonien de l'île d'Aix.

Le Mémorial de Sainte-Hélène est un récit écrit par Emmanuel de Las Cases dans lequel celui-ci a recueilli les mémoires de Napoléon Bonaparte au cours d'entretiens quasi quotidiens avec l'Empereur, lors de son exil à Sainte-Hélène. Le récit débute le 20 juin 1815, au surlendemain de la bataille de Waterloo.

## Présentation duMémorial
Contrairement à une idée largement répandue, Napoléon n'a pas dicté son texte et Las Cases en a toujours assumé l'intégralité et l'originalité.
Cet ouvrage contient l'essentiel des réflexions de Napoléon sur sa jeunesse, le récit de ses campagnes ainsi que les vicissitudes de sa captivité à Sainte-Hélène. Las Cases y est particulièrement critique de la politique du gouverneur Hudson Lowe, ce qui lui vaut de voir son manuscrit saisi lors de son départ de l'île fin 1816. Il ne lui est restitué qu'après la mort de Napoléon en 1821.

## Contenu politique duMémorial
Le Mémorial de Sainte-Hélène pose les bases du bonapartisme. Pour Jean Tulard, le Mémorial devint le bréviaire du bonapartisme. La publication en 1823 empêcha la dilution de la mouvance bonapartiste au sein de la nébuleuse libérale. Cette contribution à l'élaboration du bonapartisme a été rendue possible par le fait que Napoléon présente dans le Mémorial son œuvre historique à la lumière d'une réflexion politique associant plusieurs thèmes fondamentaux.
Avec le Mémorial, Napoléon reprit post mortem le contrôle de la doctrine bonapartiste qui lui avait échappé depuis 1815. Le Mémorial donne une assise historique forte au bonapartisme, et y intègre habilement et fortement les idées libérales et nationales. Cette intégration se fait sans dénaturer les fondements du bonapartisme tel qu'il s'est constitué dans les premières années de la Restauration et elle reste cohérente avec la pratique historique du gouvernement de Napoléon : légitimité populaire et dynastique, autorité, égalité devant la loi, hiérarchie, prééminence de l'exécutif gouvernemental sur les assemblées parlementaires, appel aux élites de toutes origines, lutte contre le royalisme et le jacobinisme. Les écrits du futur Napoléon III reprendront scrupuleusement le message politique du Mémorial.

### Napoléon continuateur de la partie positive de la Révolution française
Napoléon Ier se veut un héritier de la Révolution française mais le principal mérite qu'il s'attribue à cet égard est d'avoir su y mettre un terme tout en conservant la part positive. Ainsi, s’il accepte cet héritage, il ne se prive pas de critiquer les hommes de l’An II, notamment Robespierre, coupable de ne pas avoir su terminer la révolution. C’est la partie positive du legs révolutionnaire que revendique Napoléon, pas la Terreur ni l’anarchie. Contrairement à une idée répandue, Napoléon ne prétend pas continuer la révolution, il se félicite de l'avoir terminée, mais en en conservant et rendant indestructibles les acquis politiques et sociaux.
Napoléon ne prétend pas glorifier la révolution dans son intégralité puisqu’il affirme même qu’il l’a « dessouillée », ce qui implique que celle-ci avait des aspects criminels. Pour Napoléon, être l’homme de la Révolution, c’est la réconcilier avec le siècle en lavant la nation des crimes commis.
Dans le conflit qui l’opposait à l’Ancien régime, Napoléon était le seul lien permettant la réconciliation nationale. Il entendait conserver les acquis de la révolution, notamment sur le plan social, tout en rejetant les méthodes terroristes des révolutionnaires.

### Napoléon protecteur de la liberté à venir
Dans le Mémorial, Napoléon ne cherche pas tant à se présenter comme un libéral qu’à expliquer pourquoi l’Empire a été contraint provisoirement de restreindre les libertés. Une fois la guerre achevée, l’Empire serait devenu plus libéral dans le cadre d’une Europe fédérée autour de la France. Napoléon ne cherche pas à édulcorer sa façon de gouverner et il critique les idéologues et métaphysiciens. Face à ces derniers, Napoléon justifie que l'homme d'État doit savoir faire preuve à l'occasion d’un certain machiavélisme, conception résultant d'une vision pessimiste de l’humanité.
Il présente le code civil comme le fondement des libertés futures, la liberté individuelle comme le fondement des libertés politiques à venir. Ce discours libéral permettra à la fois aux bonapartistes d’afficher leur libéralisme et aux purs libéraux de véhiculer la légende napoléonienne pour toucher un large auditoire.

### Napoléon défenseur de la souveraineté populaire
Napoléon multiplie les réflexions témoignant de son adhésion à la souveraineté populaire. L’exilé reprend des expressions de confiance, vœu, volonté du peuple qui, dans sa vision, marquent néanmoins davantage la communion d’intérêts et de pensée entre le peuple et un monarque que des rapports juridiquement fixés entre le peuple et un chef qui le représente. L’hérédité trouve sa source dans la volonté populaire, non dans le droit divin. C'est dans la mesure où il est conscient d'incarner les aspirations populaires que l'empereur accorde tant de prix à l'opinion publique. Cependant, l'opinion à laquelle Napoléon accorde tant de prix, ce n’est pas celle des salons, des hommes politiques ou des intellectuels, c’est celle du peuple que le plébiscite consacre.

### Napoléon garant de la prééminence de l'exécutif
Contre l’idée d’un despotisme militaire, Napoléon redéfinit son pouvoir et semble plaquer rétrospectivement le système de l’Acte additionnel sur la réalité antérieure impériale et consulaire. Il se qualifie de « magistrat suprême » et évoque une « monarchie constitutionnelle tempérée ». Mais Napoléon laisse entendre que cette vision reste théorique car il reconnaît qu'il n'a guère de respect pour les assemblées parlementaires. Mais il évoque peu ces dernières, doute de leur utilité et stigmatise leur propension à la veulerie et à la trahison. La critique à l’égard des excès du parlementarisme, constitutive du bonapartisme, est présente dans le Mémorial mais reste mesurée. De fait, Napoléon marque clairement sa préférence pour la prééminence de l'exécutif sur les assemblées législatives, en lesquelles il voit une source d'instabilité et dont il doute que la défense de l'intérêt national soit leur principale motivation.

### Napoléon promoteur du principe des nationalités
L'idée nationale est très présente dans le Mémorial. Napoléon insiste en effet sur la nécessité d’une union de la nation par la fin du règne des partis. Pour fortifier la nation, Napoléon proclame le bien-fondé de la promotion des élites par la création d’une aristocratie nationale sans privilèges anachroniques ainsi que celui d’une administration centralisatrice assurant un ordre harmonieux et rationalisé.
Napoléon affiche sa croyance en la force inéluctable du principe des nationalités. Son projet d'Europe fédérative n'était pas selon lui incompatible avec le respect de ces derniers : « Je ne fus plus que le destructeur des droits des peuples, moi qui avais tout fait, et qui allais tout entreprendre pour eux. » Seule l'issue désastreuse de la campagne de Russie l'a empêché de mener à bien son projet de restaurer la Pologne et il met en avant sa politique qui a contribué à réduire l'émiettement de l'Italie dont il prévoyait d'organiser à terme l'unité.

## Succès éditorial duMémorial
De nombreuses éditions voient le jour au cours du XIXe siècle : 1822-1823 (édition originale), 1824 (ajouts et corrections à l'édition précédente), 1828 (nouveaux titres), 1830-1831 (édition revue), 1842 (édition revue et augmentée), etc.
Il entre en 1935 au catalogue de la bibliothèque de la Pléiade chez l'éditeur français Gallimard dans une édition en deux volumes de Gérard Walter. Il paraît en coffret dans la même collection à l'occasion du bicentenaire de la mort de Napoléon Ier en 2021.
Le Mémorial de Sainte-Hélène est l'un des ouvrages de prédilection de Julien Sorel, personnage principal du roman Le Rouge et le Noir de Stendhal (1830).

## Nouvelle version à partir d'un manuscrit original
Une copie du mémorial se trouvait à la British Library dans les fonds déposés en 1965 par la famille du secrétaire d'État anglais à la guerre de l'époque, lord Bathurst, supérieur du gouverneur de Sainte-Hélène, Hudson Lowe. Il s'agit de l'original du mémorial. Il est réédité en France en 2017 par Perrin avec un texte établi, présenté, commenté par Thierry Lentz, Peter Hicks, François Houdecek, Chantal Prévost.

## Adaptation cinématographique
- 1911 : Le Mémorial de Sainte-Hélène (ou La Captivité de Napoléon), film muet français réalisé par Michel Carré, sorti en 1911. Durée: 20 minutes.

## Éditions en ligne
- Emmanuel de Las Cases, Mémorial de Sainte-Hélène ou Journal où se trouve consigné, jour par jour, ce qu'a dit et fait Napoléon durant dix-huit mois, Paris, [chez] l'auteur, 1823, 8 vol., in-12. — Édition originale.
  - Tome 1er [lire en ligne]. — Tome 2 [lire en ligne]. — Tome 3 [lire en ligne]. — Tome 4 [lire en ligne]. — Tome 5 [lire en ligne]. — Tome 6 [lire en ligne]. — Tome 7 [lire en ligne]. — Tome 8 [lire en ligne].
- Emmanuel de Las Cases, Mémorial de Sainte-Hélène ou Journal où se trouve consigné, jour par jour, ce qu'a dit et fait Napoléon durant dix-huit mois, Paris, Dépôt du Mémorial, Bossange frères, Béchet aîné [et] Roret, 1823-1824, 8 vol., in-12. — Nouvelle édition « avec de nombreuses corrections et quelques additions ».
  - Tome 1er [lire en ligne]. — Tome 2 [lire en ligne]. — Tome 3 [lire en ligne]. — Tome 4 [lire en ligne]. — Tome 5 [lire en ligne]. — Tome 6 [lire en ligne]. — Tome 7 [lire en ligne]. — Tome 8 [lire en ligne].
- Emmanuel de Las Cases, Mémorial de Sainte-Hélène ou Journal où se trouve consigné, jour par jour, ce qu'a dit et fait Napoléon durant dix-huit mois, Paris, Magen et Comon, [1840], 2 vol., grd in-8°. — Édition illustrée.
  - Tome 1er [lire en ligne]. —  Tome 2 [lire en ligne].
- Emmanuel de Las Cases, Mémorial de Sainte-Hélène ; suivi de Napoléon dans l'exil, [de] Derniers moments de Napoléon, par MM. O'Meara et Antomarchi, et de L'Historique de la translation des restes mortels de l'empereur Napoléon aux Invalides [publié par Charles-Frédéric-Alfred Fayot], Paris, Ernest Bourdin, 1842, 2 vol., 27 cm. — Édition illustrée.
  - Tome 1er [lire en ligne]. — Tome 2 [lire en ligne].
  - Wikisource.
- Emmanuel de Las Cases, Souvenirs de l'empereur Napoléon 1er : extraits du Mémorial de Sainte-Hélène..., Paris, Hachette, 1867, 353 p., in-18 (lire en ligne).